# Beta Ethniki Erasitechniki 1965-1966
La Beta Ethniki Erasitechniki 1965-1966 è la 1ª edizione del campionato greco di calcio di terzo livello.

## Gruppo 1

### Squadre partecipanti
| Squadra               | Città            |
| --------------------- | ---------------- |
| Aris Rethymno         | Rethymno         |
| Ergotelīs             | Candia           |
| Īrodotos              | Nea Alikarnassos |
| Olympiakos Loutraki   | Loutraki         |
| Pammesiniakos         | Calamata         |
| Pannafpliakos         | Nauplia          |
| Piraïkos Neos Falirou | Il Pireo         |
| Rethymniakos          | Rethymno         |
| Safraboli             | Atene            |
| Talos Chania          | La Canea         |

### Classifica
|  | Pos. | Squadra               | Pt | G | V | N | P | GF | GS | DR  |
|  | ---- | --------------------- | -- | - | - | - | - | -- | -- | --- |
|  | 1.   | Ergotelīs             | 45 | ? | ? | ? | ? | 50 | 10 | +40 |
|  | 2.   | Safraboli             | 45 | ? | ? | ? | ? | 47 | 17 | +30 |
|  | 3.   | Īrodotos              | 40 | ? | ? | ? | ? | 36 | 15 | +21 |
|  | 4.   | Rethymniakos          | 40 | ? | ? | ? | ? | 37 | 27 | +10 |
|  | 5.   | Olympiakos Loutraki   | 39 | ? | ? | ? | ? | 36 | 26 | +10 |
|  | 6.   | Pannafpliakos         | 38 | ? | ? | ? | ? | 34 | 25 | +9  |
|  | 7.   | Pammesiniakos         | 37 | ? | ? | ? | ? | 28 | 33 | -5  |
|  | 8.   | Piraïkos Neos Falirou | 35 | ? | ? | ? | ? | 26 | 26 | 0   |
|  | 9.   | Talos Chania          | 21 | ? | ? | ? | ? | 10 | 71 | -61 |
|  | 10.  | Aris Rethymno         | 19 | ? | ? | ? | ? | 12 | 73 | -61 |

Legenda:

      Ammesse in Beta Ethniki 1966-1967

## Gruppo 2

### Squadre partecipanti
| Squadra         | Città    |
| --------------- | -------- |
| Anagennisi Arta | Arta     |
| Ialiso Trianton | Ialiso   |
| Kadmos Thivas   | Tebe     |
| Kerkyraïkos     | Corfù    |
| Levadeiakos     | Livadia  |
| Panchiakos      | Chio     |
| Panīleiakos     | Pyrgos   |
| Patraïkos       | Patrasso |
| Preveza         | Preveza  |

### Classifica
|  | Pos. | Squadra         | Pt | G | V | N | P | GF | GS | DR  |
|  | ---- | --------------- | -- | - | - | - | - | -- | -- | --- |
|  | 1.   | Levadeiakos     | 39 | ? | ? | ? | ? | 44 | 27 | +17 |
|  | 2.   | Anagennisi Arta | 38 | ? | ? | ? | ? | 30 | 19 | +11 |
|  | 3.   | Kadmos Thivas   | 34 | ? | ? | ? | ? | 26 | 24 | +2  |
|  | 4.   | Panīleiakos     | 33 | ? | ? | ? | ? | 22 | 20 | +2  |
|  | 5.   | Patraïkos       | 32 | ? | ? | ? | ? | 30 | 26 | +4  |
|  | 6.   | Preveza         | 31 | ? | ? | ? | ? | 30 | 30 | 0   |
|  | 7.   | Kerkyraïkos     | 28 | ? | ? | ? | ? | 14 | 17 | -3  |
|  | 8.   | Panchiakos      | 27 | ? | ? | ? | ? | 18 | 29 | -11 |
|  | 9.   | Ialiso Trianton | 22 | ? | ? | ? | ? | 23 | 46 | -23 |

Legenda:

      Ammesse in Beta Ethniki 1966-1967

## Gruppo 3

### Squadre partecipanti
| Squadra                    | Città      |
| -------------------------- | ---------- |
| Alexandria                 | Alexandria |
| Apollon Evropos Kilkis     | Kilkis     |
| Finikas Polichni           | Polichni   |
| Fōkikos                    | Amfissa    |
| Megas Alexandros Salonicco | Salonicco  |
| Naoussa                    | Naoussa    |
| Pagasitikos Volos          | Volos      |
| Pavlos Melas               | Drama      |
| Thermaïkos Salonicco       | Salonicco  |
| Xirokrinis                 | Salonicco  |

### Classifica
|  | Pos. | Squadra                    | Pt | G | V | N | P | GF | GS | DR  |
|  | ---- | -------------------------- | -- | - | - | - | - | -- | -- | --- |
|  | 1.   | Megas Alexandros Salonicco | 58 | ? | ? | ? | ? | 41 | 20 | +21 |
|  | 2.   | Pavlos Melas               | 45 | ? | ? | ? | ? | 32 | 11 | +21 |
|  | 3.   | Thermaïkos Salonicco       | 42 | ? | ? | ? | ? | 38 | 23 | +15 |
|  | 4.   | Finikas Polichni           | 41 | ? | ? | ? | ? | 36 | 27 | +9  |
|  | 5.   | Alexandria                 | 38 | ? | ? | ? | ? | 29 | 22 | +7  |
|  | 6.   | Xirokrinis                 | 36 | ? | ? | ? | ? | 30 | 22 | +8  |
|  | 7.   | Naoussa                    | 34 | ? | ? | ? | ? | 25 | 29 | -4  |
|  | 8.   | Pagasitikos Volos          | 29 | ? | ? | ? | ? | 33 | 30 | +3  |
|  | 9.   | Apollon Evropos Kilkis     | 22 | ? | ? | ? | ? | 19 | 69 | -50 |
|  | 10.  | Fōkikos                    | 17 | ? | ? | ? | ? | 14 | 45 | -31 |

Legenda:

      Ammesse in Beta Ethniki 1966-1967

## Gruppo 4

### Squadre partecipanti
| Squadra                  | Città          |
| ------------------------ | -------------- |
| Aris Drama               | Drama          |
| Doxa Sitagron            | Sitagri        |
| Elpida Drama             | Drama          |
| Elpida Nigrita           | Nigrita        |
| Ethnikos Alexandroupolis | Alessandropoli |
| Ethnikos Sidirokastro    | Sidirokastro   |
| Megas Alexandros Iraklis | Iraklia Serron |
| Panthrakikos             | Komotini       |
| Vyron Kavala             | Kavala         |

### Classifica
|  | Pos. | Squadra                  | Pt | G | V | N | P | GF | GS | DR  |
|  | ---- | ------------------------ | -- | - | - | - | - | -- | -- | --- |
|  | 1.   | Ethnikos Alexandroupolis | 38 | ? | ? | ? | ? | 42 | 22 | +20 |
|  | 2.   | Megas Alexandros Iraklis | 38 | ? | ? | ? | ? | 43 | 20 | +23 |
|  | 3.   | Vyron Kavala             | 34 | ? | ? | ? | ? | 23 | 17 | +6  |
|  | 4.   | Ethnikos Sidirokastro    | 33 | ? | ? | ? | ? | 27 | 22 | +5  |
|  | 5.   | Panthrakikos             | 32 | ? | ? | ? | ? | 25 | 26 | -1  |
|  | 6.   | Elpida Drama             | 31 | ? | ? | ? | ? | 27 | 26 | +1  |
|  | 7.   | Elpida Nigrita           | 29 | ? | ? | ? | ? | 21 | 27 | -6  |
|  | 8.   | Doxa Sitagron            | 27 | ? | ? | ? | ? | 20 | 34 | -14 |
|  | 9.   | Aris Drama               | 24 | ? | ? | ? | ? | 16 | 41 | -25 |

Legenda:

      Ammesse in Beta Ethniki 1966-1967